# Stoksunds kommun
Stoksunds kommun (norska: Stoksund kommune) var en kommun i Sør-Trøndelag fylke i Norge. Kommunen omfattade den västra delen av nuvarande Åfjords kommun. Byn Revsnes utgjorde kommunens centralort.

## Administrativ historik
Stoksunds kommun upprättades den 1 juni 1892 genom utbrytning ur Bjørnørs kommun. Kommunen hade 1 122 invånare vid upprättandet.
Den 1 januari 1964 gick kommunen upp i Åfjords kommun. Kommunens hade då 1 515 invånare.